# EPSXe
ePSXe는 플레이스테이션 비디오 게임 콘솔 에뮬레이터의 하나로, 마이크로소프트 윈도우나 리눅스가 설치된 X86 기반 PC 하드웨어 및 안드로이드 구동 기기에서 동작한다. calb, _Demo_, Galtor라는 별칭을 사용하는 3명의 개발자에 의해 작성되었다. ePSXe는 플러그인에 대한 API를 제외하고 클로즈드 소스이다.

## 개발
| PC용 ePSXe 릴리스 | PC용 ePSXe 릴리스             | PC용 ePSXe 릴리스 |
| 버전              | 주요 기능                     | 날짜              |
| ----------------- | ----------------------------- | ----------------- |
| 1.0.0             | 최초 릴리스                   | 2000/10/14        |
| 1.2.0             | 상태 저장 지원                | 2001/3/9          |
| 1.4.0             | 설정 도우미                   | 2001/6/26         |
| 1.5.0             | PPF 패치 네이티브 지원        | 2002/1/27         |
| 1.6.0             | 개선된 CD ROM 에뮬레이션      | 2003/8/5          |
| 1.7.0             | MDEC 디코더 재작성            | 2008/5/24         |
| 1.8.0             | 치트 코드 지원                | 2012/11/9         |
| 1.9.0             | 버그 수정                     | 2013/8/3          |
| 1.9.25            | HLE 바이오스 지원 추가        | 2015/1/27         |
| 2.0               | Konami Justifier 총 지원 추가 | 2016/2/17         |
| 2.0.2             | PSX CPU 오버클럭 지원 추가    | 2016/4/14         |
| 2.0.2-1           | 러시아어 충돌 수정            | 2016/4/16         |
| 2.0.5             | >2GB PBP 롬 지원 수정         | 2016/6/24         |

| 안드로이드용 ePSXe 릴리스 | 안드로이드용 ePSXe 릴리스                      | 안드로이드용 ePSXe 릴리스 |
| 버전                      | 주요 기능                                      | 날짜                      |
| ------------------------- | ---------------------------------------------- | ------------------------- |
| 1.7.5                     | 최초 안드로이드 버전                           | 2012/8/30                 |
| 1.7.10                    | 새로운 하드웨어 렌더러                         | 2012/10/3                 |
| 1.7.11                    | 게임샤크 치트 코드                             | 2012/10/16                |
| 1.8.0                     | Peopsxgl OpenGL 플러그인 지원                  | 2012/11/9                 |
| 1.8.1                     | 터치스크린 아날로그 입력                       | 2012/12/14                |
| 1.8.4                     | X86 장치 지원                                  | 2013/1/5                  |
| 1.9.0                     | BluezIME 게임패드 지원                         | 2013/5/31                 |
| 1.9.6-10                  | 게임패드 매핑 개선                             | 2013/10/28                |
| 1.9.15                    | 안드로이드 아이스크림 샌드위치 Holo 인터페이스 | 2014/1/28                 |

6개월 간 ePSXe는 비공개로 개발되었다. 2000년 10월 14일 출시되었을 때 ePSXe는 PSX 에뮬레이션의 혁명이었으며 당시 다른 플레이스테이션 에뮬레이터보다 호환성과 성능이 훨씬 더 좋았다.
2003년 8월 5일 ePSXe 1.6.0 출시 이후, 개발은 중단되는 것처럼 보였으며 하드 디스크 실패로 인해 소스 코드를 분실했다는 루머가 일었다. 그러나 2008년 4월 5일, ePSXe의 개발자들은 2007년 여름 사용자들을 북돋아주기 위해 이 에뮬레이터의 개발을 계속하기로 결정했다고 발표하였다. 2008년 5월 24일 ePSXe 버전 1.7.0이 출시되었다.
이후 2012년 8월 30일 안드로이드용 ePSXe 릴리스를 발표하였으며, 윈도우용 ePSXe는 1.8.0 버전을 테스트하고 있다고 언급하였다. 이 버전은 2012년 11월 9일에 출시되었다.

## 시스템 요구사항

### PC 버전
ePSXe가 언급한 시스템 요구사항은 다음과 같다:
최소 시스템 요구사항
- 800Mhz 32비트 CPU
- 256 MB의 RAM
- 고속 그래픽 카드
- x16 CD-ROM
- 윈도우 XP SP3
- DirectX 8 또는 OpenGL 1.0

권장 시스템 구성
- 듀얼 코어 CPU
- 512 MB의 RAM
- OpenGL 2.0 + GLSL 셰이더 비디오 카드
- 고속 CD-ROM
- 윈도우 비스타 이상
- DirectX 8

### 안드로이드 버전
- 프로세서: ARM 또는 x86 (인텔 아톰)[1]
- 운영 체제: 안드로이드 2.3.3 이상

## 같이 보기
- bleem!
- PCSX